# Chiesa cattolica in Andorra
La Chiesa cattolica in Andorra è parte della Chiesa Cattolica universale, sotto la guida spirituale del Papa e della Santa Sede.

## Organizzazione
Il paese non ha mai avuto una diocesi propria, ma appartiene alla diocesi di Urgell il cui vescovo, assieme al presidente della Repubblica francese, condivide il ruolo di capo di Stato del minuscolo paese.
Da un punto da vista storico Andorra è stata evangelizzata attraverso il vescovato d'Urgell, sotto il regno di San Just, a metà del VI secolo.

## Nunziatura apostolica
La nunziatura apostolica in Andorra è stata stabilita il 16 giugno 1995. Il nunzio apostolico è anche nunzio in Spagna e risiede a Madrid.

### Nunzi apostolici
- Lajos Kada † (6 marzo 1996 - 1º marzo 2000 ritirato)
- Manuel Monteiro de Castro (1º marzo 2000 - 20 agosto 2009 nominato segretario della Congregazione per i Vescovi)
- Renzo Fratini (20 agosto 2009 - 4 luglio 2019 ritirato)
- Bernardito Cleopas Auza (1º ottobre 2019 - 22 marzo 2025 nominato nunzio apostolico presso l'Unione europea)